# Tillbaka till den blå lagunen
Tillbaka till den blå lagunen (engelska: Return to the Blue Lagoon) är en romantisk äventyrsfilm från 1991 och är en uppföljare till Den blå lagunen (1980). Den är även baserad på den andra boken i Den blå lagunen-trilogin The Garden of God. 
I rollerna syns bland andra Brian Krause, Milla Jovovich, Lisa Pelikan, Brian Blain, Peter Hehir och Nana Coburn.